# 砂崙腳清聖宮
土城砂崙腳玉勅清聖宮位於臺灣臺南市安南區，主祀 吳府千歲。地屬正統鹿耳門聖母廟境內頂堡角頭之一砂崙腳，為當地地區信仰中心。

## 沿革
每逢土城正統鹿耳門聖母廟舉辦之土城香科期間，由鹿耳門聖母廟天上聖母與清聖宮吳府千歲一同上奏請旨，挑選庄中壯丁籌組八家將陣，組訓成陣後具宗教地位，榮封為鹿耳門聖母廟天上聖母「駕前八家將」，為香路境內信眾祈安掃除不祥、趨邪怯魔、收驚解厄、安宅鎮煞之任務。

## 主祀神祇
主祀
- 吳府三千歲(斜頭三王)

同祀
- 李府大神（八府巡按）、金虎將軍

配祀
- 八家將爺

## 資料來源
1. ↑  黃文博. . 臺南縣立文化中心.
2. ↑  藝陣傳神. . 文化部文化資產局. 2015.